# Jean-Lou Bigot
Pour les articles homonymes, voir Bigot.
Jean-Lou Bigot est un cavalier français de concours complet d'équitation de niveau international. Il est né le 22 avril 1966 à Longué (Maine-et-Loire).
Exerçant le double-métier de cavalier et d'employé municipal, Jean-Lou Bigot a découvert l'équitation à l'âge de 14 ans. Il a été initié par son père, cavalier de haut niveau qualifié quatre fois pour les Jeux olympiques.

## Palmarès[1]
- 1993 : champion d'Europe individuel et vice-champion d'Europe par équipe avec Twist la Beige*HN à Acchelschwang (Allemagne)
- 1994 : champion de France avec Twist la Beige*HN ; vice-champion du monde par équipe et 6e en individuel avec Twist la Beige*HN aux Jeux Mondiaux de La Haye (Pays-Bas)
- 1995 : vice-champion d'Europe et 7e en individuel avec Twist la Beige*HN à Pratoni del Vivaro (Italie)
- 1996 : vice-champion de France avec Twist la Beige*HN
- 1997 : 3e au championnat de France
- 1998 : vice-champion du monde par équipe avec Twist la Beige*HN aux Jeux équestres mondiaux de Rome (Italie)
- 2000 : vainqueur du CCI*** de Pau avec "Belle des bois"
- 2000 : vainqueur de la A1 de Pompadour avec "Twist La Beige*HN"
- 2003 : 6e du CCI*** de Saumur avec Nogency
- 2005 : champion de France avec "Derby de Longueval"
- 2005 : vainqueur du CCI*** de Saumur avec "Derby de Longueval"
- 2005 : vainqueur du CIC*** de Vittel avec "Derby de Longueval"
- 2005 : vainqueur de la 1A de Saumur avec "Derby de Longueval"
- 2006 : 2e de la finale de la Coupe du Monde de concours complet avec Derby de Longueval à Malmö (Suède)
- 2006 : 5e du CIC*** coupe du monde de Martinvast avec Derby de Longueval
- 2006 : 2e du CCI*** de Pau avec "Icare d'Auzay"
- 2006 : 2e du CIC** de Martinvast avec "Icare d'Auzay"
- 2006 : 4e du CIC*** coupe du monde Fontainebleau avec "Icare d'Auzay"
- 2006 : vainqueur du CIC** de Martinvast avec "Icare d'Auzay"
- 2007 : 2e du CIC** de Saumur avec Lotus De Gobaude
- 2007 : 3e du CIC** de Martinvast avec Just A Gigolo III
- 2008 : Champion de France Pro Élite avec "Lotus de Gobaude"
- 2008 : 9e du CCI*** de Boekelo avec "Lotus de Gobaude"
- 2009 : 4e de l'étape de Saumur du Grand National avec "Lotus de Gobaude"
- 2009 : 4e des championnats de France Pro Élite avec "Shaman de Vulbens"
- 2009 : 11e du CIC*** de Jardy avec "Johara de Petra *HN"
- 2010 : 5e des championnats de France Pro Élite Grand Prix de Pompadour avec "Lotus de Gobaude"
- 2010 : 12e du CCI*** de Bramham avec "Lotus De Gobaude" (2e après le dressage)
- 2010 : Vainqueur du CCI* de Mezieres en Brenne avec "Penza De Chantemerle"
- 2011 : 6e du CCI* de Jardy avec "Quenji De Beny"
- 2011 : 2e de la Pro Élite de Saumur avec "Lotus de Gobaude", 8e de la Pro Élite Grand Prix avec "Johara de Petra *HN" et 5e des championnats de France des chevaux de 7 ans avec "Quenji De Beny"
- 2011 : 3e du CIC ** du Grand Complet au Haras du Pin avec "Lotus de Gobaude" et 2e du CIC* avec "Quenji De Beny"
- 2011 : 5e du CCI*** de Boekelo (NL) avec "Lotus de Gobaude" et 26e avec "Johara de Petra *HN"
- 2012 : 3e et 4e du CCI*** de BARROCA D'ALVA (P) avec "Lotus de Gobaude" et "Johara de Petra *HN"
- 2012 : Présélectionné pour les JO avec "Lotus de Gobaude" et "Johara de Petra *HN"
- 2012 : 2e de la dernière étape du Grand National à Saumur avec "Lotus de Gobaude"
- 2013 : 6e de la Pro Élite Grand Prix de Tartas avec "Lotus de Gobaude" et 4e de la Pro Élite avec "Quenji De Beny"
- 2013 : 2e du CCI** de BAZOGES EN PAREDS avec "Quenji De Beny"
- 2013 : 2e du Championnat de France des chevaux de 5 ans avec "UTRILLO DU HALAGE"
- 2015 : Vainqueur avec Focus de l'étape de Saumur du Grand National de CCE
- 2015 : 1er et 2e de l'épreuve des 6 ans de la grande semaine de Pompadour avec respectivement VASSILY DE LASSOS et VINECHESKA JECLAI'S